# Arruiz
Arruiz (Arruitz en euskera y de forma oficial) es una localidad española y un concejo de la Comunidad Foral de Navarra perteneciente al municipio de Larráun. 
Está situado en la Merindad de Pamplona, en la comarca de Norte de Aralar, en el valle de Larraún y a 31 km de la capital de la comunidad, Pamplona. Tiene una población de 102 habitantes (INE 2014), una superficie de 6,04 km² y una densidad de población de 16,89 hab/km².

## Geografía física

### Situación
La localidad de Arruiz está situada en la parte oriental del municipio de Larráun a orillas del río Larráun. Su término concejil tiene una superficie de 6,04 km² y limita al norte con el concejo de Aldaz; al este con el municipio de Basaburúa Mayor; al sur con el concejo de Astiz y al oeste con el de Muguiro.
|                | Norte: Aldaz |                       |
| Oeste: Muguiro |              | Este: Basaburúa Mayor |
|                | Sur: Astiz   |                       |

## Demografía

### Evolución de la población
| Gráfica de evolución demográfica de Arruiz entre 2000 y 2010 |
|                                                              |
| Datos según el nomenclátor publicado por el INE.             |